# ألفرد ر. خان
ألفرد ر. خان (بالإنجليزية: Alfred R. Kahn)‏ هو منتج تلفزيوني أمريكي، ولد في 18 يناير 1947 في بروكلين في الولايات المتحدة.